# ألبرت السابع، أرشيدوق النمسا
ألبرت السابع، أرشيدوق النمسا (13 نوفمبر 1559 - 13 يوليو 1621) كان أرشيدوق النمسا لبضعة أشهر في 1619، وأيضا كان الحاكم هولندا الإسبانية مع زوجته إيزابيلا كلارا يوجينيا من إسبانيا، هو الأبن الخامس عشر لـ ماكسيمليان الثاني، إمبراطور روماني مقدس وماريا من إسبانيا.